# Philaeus jugatus
Philaeus jugatus es una araña de la familia Salticidae.

## Descripción
El macho es muy llamativo: presenta un opistosoma de color rojo brillante con una mancha almendrada de color negro que lo recorre de arriba abajo. El prosoma es negro, con dos manchas blancas alargadas y convergentes en la parte inferior. Las hembras son menos llamativas, presentando un color pardusco y grisáceo con motas.

## Hábitat y distribución
Vive en zonas soleadas sobre muros y zonas despejadas de vegetación, donde busca presas (dípteros, otras arañas y pequeños insectos), sobre las que se abalanza tras observarlas con detenimiento. Aparece en la península ibérica.